# Studzianki (Mazovie)
Pour les articles homonymes, voir Studzianki.
Studzianki (prononciation : [stuˈd͡ʑaŋki]) est un village polonais de la gmina de Nasielsk dans le powiat de Nowy Dwór Mazowiecki de la voïvodie de Mazovie dans le centre-est de la Pologne.
Il se situe à environ 6 kilomètres au sud de Nasielsk (siège de la gmina), 15 km au nord-est de Nowy Dwór Mazowiecki (siège du powiat) et à 41 km au nord-ouest de Varsovie (capitale de la Pologne).
LE village compte approximativement une population de 395 habitants en 2009.

## Histoire
De 1975 à 1998, le village appartenait administrativement à la voïvodie de Ciechanów.